# Les Producteurs (film, 2005)
Pour les articles homonymes, voir Les Producteurs.
Pour plus de détails, voir Fiche technique et Distribution.
Les Producteurs (The Producers) est un film américain réalisé par Susan Stroman et sorti sur les écrans en 2005.
Cette nouvelle version s'inspire largement d'une comédie musicale jouée à Broadway en 2001, d'après le film de Mel Brooks, sorti en 1968 : Les Producteurs.

## Synopsis
Un producteur de Broadway, mis au courant d'une arnaque comptable qui consiste notamment à produire une pièce qui soit un échec financier décide de s'allier au timide comptable qui l'a tuyauté. Les deux escrocs, qui n'ont pas un sou, décident de monter la pire comédie musicale : Un printemps pour Hitler.
Pour y parvenir, ils font financer la pièce par de vieilles dames qu'ils charment. La pièce choisie est écrite par un nazi. Un metteur en scène homosexuel et son équipe sont sélectionnés.
Contre toute attente, leur pièce satirique est un succès. Ils ont alors à faire avec la justice : le producteur est jugé, le comptable s'enfuit au Brésil mais revient par amitié. Ils sont condamnés, et montent une pièce en prison. Le gouverneur les gracie pour leur travail.

## Fiche technique
- Titre : Les Producteurs
- Titre original : The Producers
- Réalisation : Susan Stroman
- Scénario : Mel Brooks et Thomas Meehan
- Producteur : Mel Brooks et Jonathan Sanger
- Sortie : 2005
- Origine : États-Unis
- Genre : comédie
- Durée : 134 minutes

## Distribution
Légende : VF = version française[réf. nécessaire] et VQ = version québécoise
- Nathan Lane (VF : Jean-Loup Horwitz et VQ : Hubert Gagnon) : Max Bialystock
- Matthew Broderick (VF : Emmanuel Garijo et VQ : Antoine Durand) : Leo Bloom
- Uma Thurman (VF : Juliette Degenne et VQ : Nathalie Coupal) : Ulla
- Will Ferrell (VF : David Kruger et VQ : François Godin) : Franz Liebkind
- Gary Beach (VF : Patrick Préjean et VQ : Louis-Georges Girard) : Roger DeBris
- Roger Bart (VF : Pierre Tessier et VQ : Benoit Éthier) : Carmen Ghia
- John Barrowman : le ténor de la comédie musicale
- David Huddleston (VF : Jean-Claude Sachot) : Juge
- Jon Lovitz (VF : Patrick Floersheim et VQ : Jacques Lavallée) : monsieur Marks

## Chansons
- Springtime for Hitler

etc.

## Autour du film
Nathan Lane, Matthew Broderick, Gary Beach et Roger Bart reprennent ici les rôles qu'ils avaient créés sur scène dans la comédie musicale de Broadway du même nom, en 2001, spectacle qui avait reçu un accueil très enthousiaste du public et de la critique.